# Casalta
Casalta (en cors A Casalta d'Ampugnani) és un municipi francès, situat a la regió de Còrsega, al departament d'Alta Còrsega. L'any 2007 tenia 53 habitants.

## Demografia
| 1962 | 1968 | 1975 | 1982 | 1990 | 1999 | 2007 |
| ---- | ---- | ---- | ---- | ---- | ---- | ---- |
| 30   | 70   | 40   | 35   | 24   | 37   | 53   |

## Administració
| Període   | Identitat            | Partit | Qualitat |  |
| --------- | -------------------- | ------ | -------- |  |
| 1983-2001 | Jean Campana         |        |          |  |
| 2001-2008 | Ange Pierre Giafferi |        |          |  |